# ビートンのクリスマス年鑑

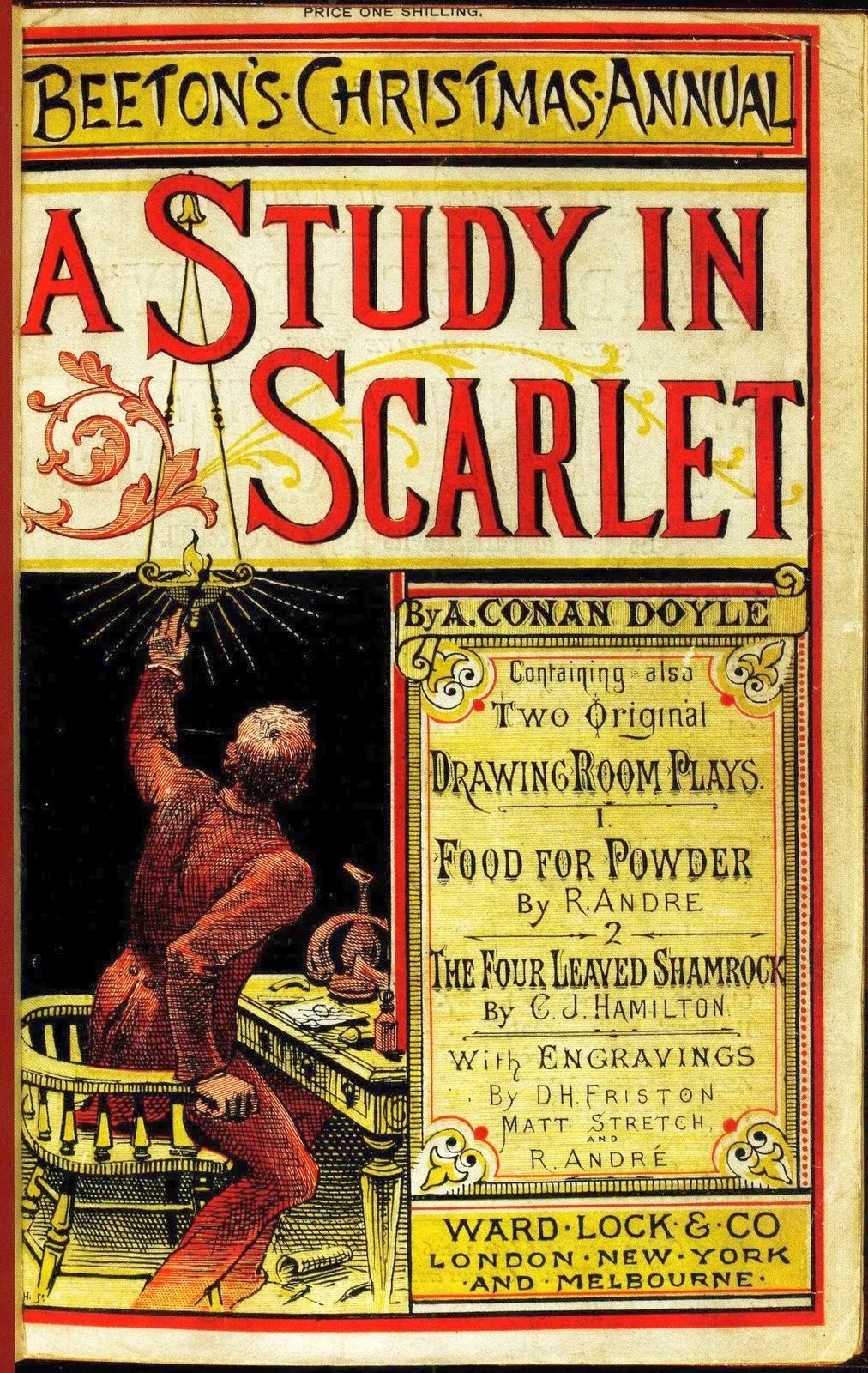
アーサー・コナン・ドイルの「緋色の研究」が掲載された、1887年の『ビートンのクリスマス年鑑』の表紙。

『ビートンのクリスマス年鑑』（ビートンのクリスマスねんかん、Beeton's Christmas Annual）は、サミュエル・オーチャート・ビートンが創刊し、1860年から1898年まで、イングランドで毎年刊行されていた、ペーパーバックの雑誌。1887年11月号には、アーサー・コナン・ドイルの『緋色の研究』が掲載され、その作中でシャーロック・ホームズとその友人ジョン・H・ワトスンが、初めて登場した。
発行者のビートンは、妻イザベラ・ビートンが執筆していた『Mrs Beeton's Book of Household Management』でよりよく知られていたが、1866年のロンドンの金融危機の際に所有していた多数の出版物についての権利をウォード・ロック社へ売却することを余儀なくされ、『ビートンのクリスマス年鑑』も1874年以降は同社が継承した。

## おもな号
- 1860年（1号）- 160ページ[4]。
- 1863年（4号）- フランシス・ケンドリック (Francis Kendrick)「The Kiddle-A-Wink; or, Ghostly Stories on the Western Coast」。表紙は、W・L・トマス (W. L. Thomas)[5]。
- 1868年（9号）- 「Money Lent」。挿画はジョージ・クルックシャンクとチャールズ・ヘンリー・ロス（英語版）[6]。
- 1869年（10号）- 「This Way Out: or, Modern Pilgrims; "North, South, East, and West; or, Ruffs and Toughs」。挿画はジョージ・クルックシャンク[7]。
- 1887年 - コナン・ドイル「緋色の研究」、挿画D・H・フリストン（英語版）、版画W・M・R・クイック (W. M. R. Quick) が、1〜95ページに掲載。R・アンドレ (R. André)「Food for Powder」、挿画は著者自身が、96〜114ページに掲載。C・J・ハミルトン (C. J. Hamilton)、挿画マット・ストレッチ (Matt Stretch) が、115〜138ページに掲載[8]。